# Emilio Campuzano y Abad de Caula

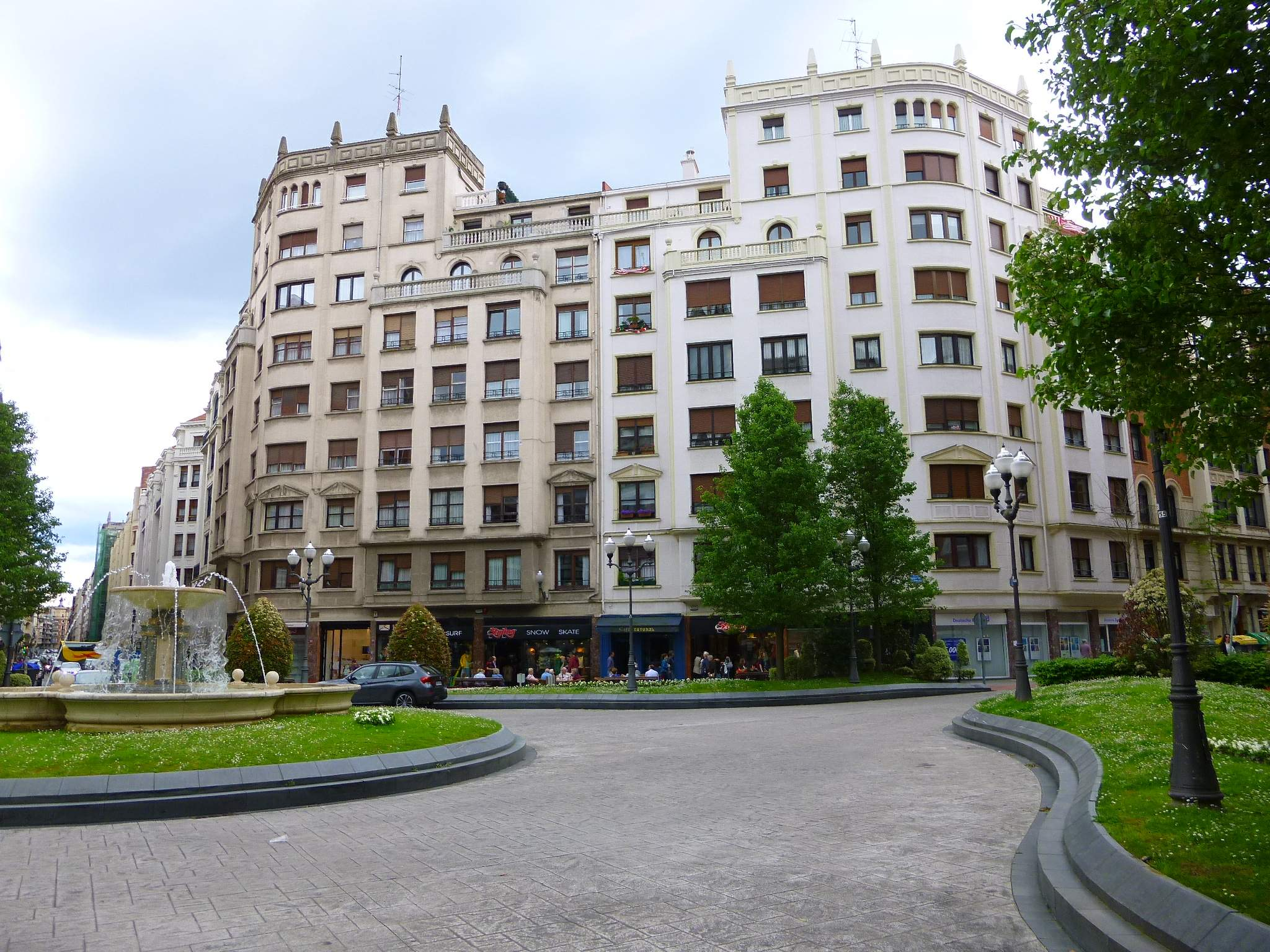
Plaza Emilio Campuzano

Emilio de Campuzano y Abad de Caula (Santiago de Compostela, 16 de agosto de 1850 – Bilbao, 1938), Fue un profesor de geometría, estereometría y dibujo y director de la Escuela de Artes y Ofícios de Bilbao. Dirigió también la primera instalación telefónica en Bilbao y fue profesor en la Escuela de Capatazes de Minas de la ciudad, que agradeciendo a su trabajo, dio su nombre a una plaza pública en el centro de la ciudad (Plaza Campuzano), además de un instituto de enseñanza secundaria en el barrio de Atxuri, en Bilbao, que también lleva su nombre. Sus padres eran Manuel Campuzano y Joaquina Abad de Caula.